# Michał Pasiut
Michał Pasiut (Nowy Sącz, 29 de junio de 1991) es un deportista polaco que compite en piragüismo en la modalidad de eslalon.
Ganó tres medallas en el Campeonato Mundial de Piragüismo en Eslalon entre los años 2018 y 2023, y dos medallas de plata en el Campeonato Europeo de Piragüismo en Eslalon, en los años 2018 y 2022.
En los Juegos Europeos de Cracovia 2023 consiguió una medalla de plata en la prueba de K1 por equipos.

## Palmarés internacional
| Campeonato Mundial | Campeonato Mundial             | Campeonato Mundial | Campeonato Mundial |
| Año                | Lugar                          | Medalla            | Competición        |
| ------------------ | ------------------------------ | ------------------ | ------------------ |
| 2018               | Río de Janeiro (Brasil)        | Medalla de plata   | K1 por equipos     |
| 2019               | Seo de Urgel (España)          | Medalla de bronce  | K1 por equipos     |
| 2023               | Londres (Reino Unido)          | Medalla de bronce  | K1 por equipos     |
| Juegos Europeos    |                                |                    |                    |
| Año                | Lugar                          | Medalla            | Competición        |
| 2023               | Cracovia (Polonia)             | Medalla de plata   | K1 por equipos     |
| Campeonato Europeo |                                |                    |                    |
| Año                | Lugar                          | Medalla            | Competición        |
| 2018               | Praga (República Checa)        | Medalla de plata   | K1 por equipos     |
| 2022               | Liptovský Mikuláš (Eslovaquia) | Medalla de plata   | K1 por equipos     |